# Великий утешитель
«Великий утешитель» — советская драма 1933 года режиссёра Льва Кулешова по сценарию   Александра Курса. Премьера фильма состоялась 17 ноября 1933 года. В основе фильма — факты из биографии американского писателя О.Генри и две его новеллы. Считается последним выдающимся фильмом Кулешова.

## Сюжет
Продавщица Дульси грезит о лучшем, прекрасном мире. Её мечты основываются на рассказах писателя Биля Портера, начавшего свою литературную деятельность в тюрьме, став жертвой судебного произвола. Особых провинностей за ним не числится, он даже пользуется правом свободного передвижения. Администрация ценит писателя: отбывая наказание, он сочиняет красивые истории со счастливым концом.
Однако вскоре успешному писателю приходится столкнуться с явными несправедливостями, творящимися в тюрьме. Так, в частности, жестоко избивают по политическим мотивам друга писателя — Джемса Валентайна. Однако однажды Валентайну предлагают свободу в обмен на помощь с вскрытием сейфа. Это предложение даёт возможность Портеру думать о скором избавлении своего друга от тюрьмы. Фантазии на эту тему становятся основой для нового рассказа писателя.
Но администрация тюрьмы обещание не сдерживает, а Валентайн в скором времени умирает. Его смерть вызывает бунт заключённых, недовольных существующими порядками. Разрушены и воздушные замки Дульси. Прозревшая, она убивает своего сожителя — полицейского сыщика.
А Биль Портер приходит к выводу о том, что он не в силах сопротивляться существующим порядкам, но когда-нибудь придут и другие.

## В ролях
- Александра Хохлова — Дульси
- Константин Хохлов — Биль Портер (О. Генри)
- Галина Кравченко — Аннабель Адамс
- В. Лопатина — Сэди / сестра Аннабель
- О. Раевская — мать Валентайна
- Иван Новосельцев — Джимми Валентайн
- Василий Ковригин — начальник тюрьмы
- Андрей Файт — Бен Прайс, сыщик
- Вейланд Родд — негр-арестант
- Андрей Горчилин — арестант
- Пётр Галаджев — банкир Адамс / репортёр
- Михаил Доронин — трактирщик / прокурор / инспектор
- Даниил Введенский — Крони, надзиратель
- Сергей Слетов — 2-й надзиратель

## Съёмки
Для этого фильма оператором Григорием Кабаловым был снят цветной эпизод, который не сохранился.
«Фильм становится исповедью режиссёра и почти единственным в советском кино рассказом об отношениях между искусством и властью. Действие происходит в Америке, а исходным материалом служат рассказы О.Генри. Главный герой, известный писатель, оказывается в тюрьме. Сидя за решеткой, он сочиняет красивые, убаюкивающие истории со счастливым концом. Читающая публика (в лице Дульси — Александры Хохловой) воспитана на его сентиментальных историях и мечтает устроить свою жизнь по этим правилам. Жизнь узников, снятая с предельным натурализмом, соседствует на экране с жизнерадостными, «плюшевыми» рассказами писателя, которые поставлены в изящном, виньеточном стиле добрых немых комедий. Здесь — вся кулешовская ирония и тоска по ушедшим светлым дням немого кино».

## Отзывы
Киновед Нея Зоркая в книге «История советского кино» (2005) оценила фильм как «истинный шедевр»:

Были и два истинных шедевра. Вот ещё один парадокс: наибольший успех приносила Кулешову американская тема; лучшие его картины — По закону (1926) и Великий утешитель (1933) — экранизации Джека Лондона и О’Генри … Вторая — оригинальная, стоящая особняком в советском кино 1930-х (а возможно, и в кинематографе в целом) фантазия на темы творчества, с многослойной драматургией, с изысканной режиссурой.
По мнению писателя Виктора Шкловского, созданный Александром Львовичем Курсом «сценарий «Великого утешителя» — явление крупное во всей истории кино». Историк кино Аркадий Бернштейн подчёркивает, что именно благодаря оригинальному замыслу Курса и мастерству его литературно-кинематографического письма, картина «Великий утешитель» состоялась как яркое художественное произведение.